# Aspalathus vulnerans
Aspalathus vulnerans är en ärtväxtart som beskrevs av Carl Peter Thunberg. Aspalathus vulnerans ingår i släktet Aspalathus och familjen ärtväxter. Inga underarter finns listade i Catalogue of Life.